# Passiflora roseorum
Passiflora roseorum är en passionsblomsväxtart som beskrevs av Ellsworth Paine Killip. Passiflora roseorum ingår i släktet passionsblommor, och familjen passionsblomsväxter. Inga underarter finns listade i Catalogue of Life.